# 세프 판 덴 베르흐
세프 판 덴 베르흐(네덜란드어: Sepp van den Berg, 2001년 12월 20일 ~)은 네덜란드의 축구 선수로, 현재 잉글랜드 프리미어리그의 클럽 브렌트퍼드 FC에서 뛰고 있다. 포지션은 센터백이다.